# Taraxacum erythrospermum
Taraxacum erythrospermum là một loài thực vật có hoa trong họ Cúc. Loài này được Andrz. ex Besser miêu tả khoa học đầu tiên năm 1822.